# Otto von Garnier (général, 1859)
Ne doit pas être confondu avec Otto von Garnier (général, 1830).
Pour les articles homonymes, voir Garnier.
Otto Wladislaus Eduard Konstantin von Garnier (né le 1er mai 1859 à Neustadt-en-Haute-Silésie et mort le 17 juin 1947 à Baden-Baden) est un général de cavalerie prussien de la Première Guerre mondiale.

## Biographie

### Origine
Otto est le fils du lieutenant général prussien Otto von Garnier (1830–1908) et de son épouse Agnès, née von Mitzlaff (1837-1914).

### Carrière militaire
Garnier rejoint comme enseigne le 1er octobre 1876 le 6e régiment de hussards (de) de l'armée prussienne et promu au grade de sous-lieutenant à la mi-février 1878. D'octobre 1882 à juillet 1885, il étudie à l'Académie de guerre. Il est ensuite promu au grade de premier lieutenant le 3 juillet 1886. Après presque deux ans, Garnier est affecté au Grand État-major général à Berlin et y est transféré le 30 janvier 1891, avec promotion simultanée au grade de Rittmeister. Peu de temps après, le 7 février, Garnier arrive à Karlsruhe pour rejoindre l'état-major du 14e corps d'armée. Il y sert jusqu'au 16 octobre 1893, après quoi il passe deux ans comme commandant d'escadron dans le 1er régiment d'uhlans. Ceci est suivi par un autre transfert à l'état-major général. À partir de la fin mai 1896, Garnier est premier officier d'état-major à l'état-major de la 14e division d'infanterie et est promu major le 22 mars 1897. Le 3 juillet 1899, il est transféré au Grand État-major et est directement affecté à l'État-major général de la 4e inspection de l'armée . Ici, Garnier est promu lieutenant-colonel le 11 septembre 1903 et devient commandant du 2e régiment d'uhlans de la Garde. En tant que colonel (depuis le 21 mai 1906), il prend ses nouvelles fonctions de chef d'état-major général du 6e corps d'armée. Après plus de deux ans, Garnier est nommé commandant de la 11e brigade de cavalerie (de) à Breslau. À ce titre, il est promu au grade de général de division le 17 mai 1910 et au grade de lieutenant général le 18 février 1913. Dans le même temps, Garnier devient inspecteur de la 2e inspection de la cavalerie à Stettin.
Avec le déclenchement de la Première Guerre mondiale, Garnier prend le commandement de la  4e division de cavalerie, avec laquelle il marche vers la Belgique neutre en association avec le 2e commandement supérieur de cavalerie et participe au siège et à la prise de la forteresse de Liège. Après la chute de la ville, la division combat dans les batailles de la Somme et d'Arras et au sud d'Ypres en France avant d'être transférée sur le front de l'Est en novembre 1914. Là, Garnier est grièvement blessé lors des combats défensifs contre l'armée russe près de Ciechanów le 21 novembre 1914. Après son séjour à l'hôpital et sa convalescence, Garnier est nommé 6e commandant supérieur de cavalerie de la 10e armée à l'Est. Il peut ainsi faire ses preuves dans le Niémen et lors de la bataille de Vilnius qui suit. Garnier prend ensuite le commandement d'une section de front de la 10e armée.
Le 3 septembre 1916, Garnier reçoit le commandement du 5e corps de réserve (de) sur le front occidental. Le corps combat d'abord en Champagne, puis à la bataille de la Somme. Pour ses services, Guillaume II lui décerne personnellement l'Ordre Pour le Mérite. Garnier est nommé général commandant du 7e corps de réserve, qui est situé devant Reims. Promu général de cavalerie, Garnier est transféré à l'officier de l'armée le 3 décembre 1917, à sa demande, et mis à sa disposition le 10 mars 1918. À l'occasion de sa retraite, il reçoit l'Ordre de l'Aigle rouge de 1re classe avec feuilles de chêne et glaives.
La Marche de l'Armée I, 91 de la Collection de marches de l'armée (de) porte son nom : « Marche des Grenadiers par Egon von Garnier ».

### Famille
Garnier se marie avec Antonie von Choltitz (née en 1864) le 26 mars 1886. Le mariage donne naissance aux filles Hildegard (née en 1887), Dorothea (née en 1889) et Antonie (née en 1891). La famille vit longtemps dans la station balnéaire de Heringsdorf

## Récompenses
- Ordre de la Couronne de 2e classe avec étoile[6]
- Croix de service prussienne[6]
- Croix de chevalier de 1re classe de l'ordre du Lion de Zaeringen[6]
- Croix d'officier de l'ordre du Mérite militaire bavarois[6]
- Grand-croix honoraire de l'ordre du Mérite du duc Pierre-Frédéric-Louis[6]
- Croix d'honneur reussoise de 2e classe[6]
- Commandant de 2e classe de l'ordre d'Albert[6]
- Ordre de la Maison de Lippe de 3e classe[6]
- Croix d'honneur de l'ordre de la Couronne de Wurtemberg[6]
- Commandeur de l'ordre d'Orange-Nassau[6]
- Ordre de Saint-Stanislas de 2e classe[6]
- Ordre du Mérite militaire espagnol de 2e classe[6]
- Croix de fer (1914) de 2e et 1re classe
- Croix de chevalier de l'ordre royal de Hohenzollern avec épées